# 福岡フットボールセンター
福岡フットボールセンター（ふくおかフットボールセンター）は、福岡県福岡市東区香椎浜ふ頭1丁目の香椎パークポート緑地敷地内にあるサッカーを中心とした球技場である。
福岡県サッカー協会が2002 FIFAワールドカップ記念事業助成金・都道府県フットボールセンター整備助成事業助成金などを活用して2006年に整備した。

## 施設
- 人工芝グラウンド4面（照明設備あり）
  - 2006年の開業時はAピッチのみであったが、その後人工芝3面・天然芝1面に拡充された。2019年にDピッチが天然芝から人工芝に張り替えられ、4面全て人工芝となった。
- 管理棟（クラブハウス）
  - Jリーグ・アビスパ福岡の運営会社「アビスパ福岡株式会社」の本社が設置されている。
- 研修会館
  - 福岡県サッカー協会の本部が設置されている。

## 開催される大会
- アビスパ福岡の下部組織の試合（雁の巣レクリエーションセンター球技場と併用）
- 九州サッカーリーグ
- 福岡県社会人サッカーリーグ
- 九州大学サッカーリーグ
- 九州女子サッカーリーグ

## 交通
- 以下のバスで「香椎浜三丁目」バス停下車徒歩7分
  - 天神中央郵便局前より西鉄バス23N番
  - 博多バスターミナル（博多駅隣）より西鉄バス29番
  - 西鉄貝塚線 西鉄香椎駅より西鉄バス23N番
  - JR鹿児島本線 香椎駅より西鉄バス23N番
- JR鹿児島本線・西鉄貝塚線 千早駅より徒歩約30分

## 周辺施設
- JAPAN BASE（隣接地を日本ラグビーフットボール協会が福岡市から借り受けて整備・運営するラグビー強化・合宿施設）